# هالو كيتي (سلسلة)
هالو كيتي مسلسل رسوم متحركة ياباني للأطفال من إنتاج استديو اساهي الإنتاج. تم عرض المسلسل لأول مره في 18 سبتمبر 2006 واستمر حتى 3 مارس 2006. تم دبلجة المسلسل للغة العربية بواسطة مركز الزهرة وعرض المسلسل على قناة سبيس تون.

## روابط خارجية
- هالو كيتي على موقع IMDb (الإنجليزية)
- هالو كيتي على موقع ANN anime (الإنجليزية)